# Ratpenat nasofoliat del mont Nimba
El ratpenat nasofoliat del mont Nimba (Hipposideros lamottei) és una espècie de ratpenat que es troba només a Costa d'Ivori, Guinea i Libèria. Fou anomenat en honor de Maxime Lamotte, zoòleg i catedràtic francès.